# بطيط (سمك)
بُطَّيْط (الاسم العلمي Crenidens)، جنس أسماك بحرية من فصيلة الأسبورية ورتبة الفرخيات. أعطانها غرب المحيط الهندي.

## الأنواع
هناك نوع واحد معترف به حاليًا. ولكن تم أقتراح نوع آخر، وهناك أحتمالية زيادة عدد الأنواع
- Crenidens crenidens (بيتر فورسكول, 1775)
- Crenidens macracanthus Günther 1874